# Freedom (Zucchero Fornaciari)
Freedom è un singolo del cantautore italiano Zucchero Fornaciari, pubblicato il 4 ottobre 2019 come primo estratto dal quattordicesimo album in studio D.O.C.

## Descrizione

### Composizione
La canzone, scritta a quattro mani con l'artista britannico Rag'n'Bone Man insieme a Steve Robson e Martin Brammer, è caratterizzata da una melodia ricercata e internazionale, figlia di una ricerca musicale che si mescola al tradizionale e consolidato stile di Zucchero. Le strofe, imperniate su una base di farfisa e sintetizzatore, richiamano ad un ritmo pop rock che va a mescolarsi con elementi di pop soul nel ritornello. In quest'ultimo, piuttosto prorompente e dove la voce di Zucchero assume un tono incalzante, sono in evidenza i fiati.

### Testo
Del brano esistono due versioni: quella in italiano e quella in inglese per il mercato internazionale con il titolo modificato in My Freedom. Il brano è un inno alla libertà, principale soggetto. Si percepisce il rimpianto per aver rinunciato alla libertà a causa di un amore tormentato, ma la ricerca della libertà assume un significato più ampio e tormentato. Il testo di Freedom si apre con «Mi svegliai», evocativo dell'incipit di It's All Right. La libertà è ormai un valore universale, come appare evidente anche in My Freedom, dal testo maggiormente esplicativo e dalla metrica più lineare, quando il bluesman reggiano dice «I can't ignore the sound in my head / Telling me there's so much more». Sussistono ulteriori richiami a temi del passato, come da Muoio per te («Cosa sono qui / cosa faccio qui»), o alla metafora che accosta la birra all'amore da Tu mi piaci come questa birra  e 13 buone ragioni («Birra calda e ghiaccio sei»). Nell'affermare di essere «fuori dal blues», il cantante pare suggerire che il suo genere musicale è solo un richiamo al rhythm and blues autentico. Tale locuzione assume anche il duplice significato che esprime la paura del cantante di dover rinunciare alla propria carriera per colpa di un amore problematico. Sono rintracciabili, infine, riferimenti ai testi della colonna sonora di Spirit - Cavallo selvaggio, in particolare da Non mi avrai e Suona il corno.

## Video musicale
Il videoclip è stato girato dal regista Gaetano Morbioli tra California, Nevada e Utah. Alter ego dell’artista, il protagonista è un maestoso stallone nero, simbolo di forza e spirito combattivo, chiaro riferimento a Spirit. Aiutato da una giovane e sensibile ragazza, il protagonista dall’animo selvaggio e ribelle riesce a conquistare la sua libertà, a ricongiungersi con i suoi simili e a cavalcare libero sulle note del brano.

## Tracce
Download digitale – Freedom
1. Freedom – 4:02 (testo: Zucchero – musica: Rag'n'Bone Man, Steve Robson, Martin Brammer)

Download digitale – My Freedom
1. My Freedom – 4:02 (Rag'n'Bone Man, Steve Robson, Martin Brammer)

## Classifiche

### Classifiche settimanali
| Classifiche (2019) | Posizione massima |
| ------------------ | ----------------- |
| Belgio (Vallonia)  | 34                |
| Croazia            | 39                |